# 1 Square Phillips
Le 1 Square Phillips est un complexe immobilier en construction à Montréal, Québec, Canada.
Conçu par Menkès Shooner Dagenais LeTourneux Architectes et réalisé par Groupe Brivia, la plus haute tour comptera 61 étages. Elle disposera d’un « sky lounge » de 5700 pieds carrés et d’un jardin extérieur de 4100 pieds carrés, tous deux installés au 50e étage.
Deux autres phases sont prévues, avec deux tours plus courtes. Fin mars 2022, le Groupe Brivia commence la mise en vente d’une seconde tour de 21 étages.
Le projet porte le nom et surplombera Square Phillips sur son côté ouest,.

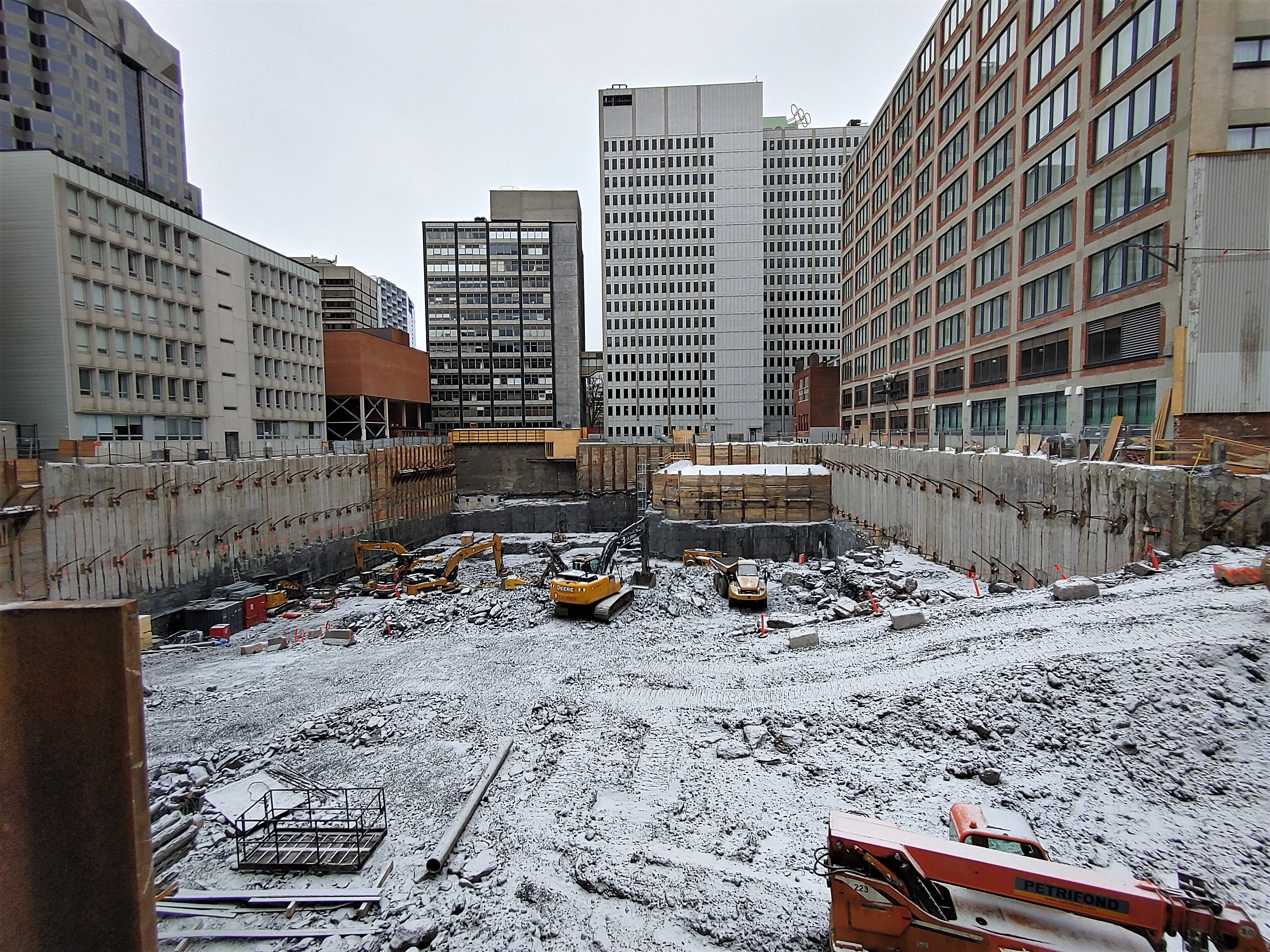
Le chantier, en mars 2021